# Fritz K. Beller
Fritz Karl Beller (* 17. Mai 1924 in München; † 12. März 2008 in Fort Myers) war ein deutscher Gynäkologe.
Beller studierte Medizin in Berlin, Prag und Marburg. 1949 wurde er in Marburg mit der Arbeit Versuch einer vergleichenden Pathologie der chirurgischen Knocheninfektion bei Mensch und Tier nach dem Schrifttum promoviert; 1955 habilitierte er sich mit der Arbeit Die Gerinnungsverhältnisse bei der Schwangeren und beim Neugeborenen in Gießen. Nach Fellowships am Max Planck-Institut für Biophysik, Frankfurt, und Hammersmith Hospital, London, war er 1960 Visiting Professor an der New York University, Department of Obstetrics and Gynecology, anschließend Full Professor. 1973 erhielt er einen Ruf an die Universitäts-Frauenklinik Münster. Nach der Emeritierung 1988 war er an der William-Keettel-Chair an der University of Iowa tätig. Er absolvierte eine bioethische Ausbildung im Kennedy-Institut für Bioethik, Washington D.C.

## Schriften (Auswahl)
Beller veröffentlichte zahlreiche wissenschaftliche Aufsätze und Fachbücher der Frauenheilkunde.
- mit Jörg Jürgens: Klinische Methoden der Blutgerinnungsanalyse. 1958.
- als Hrsg. mit Helmut Kyank: Erkrankungen während der Schwangerschaft. Thieme-Verlag, Leipzig/Stuttgart 1990, ISBN 3-13-649005-3.
- Der chronische Schmerz im kleinen Becken. pro Service und Verlag, Hofstetten 1996, ISBN 3-9804852-1-8.